# سعيد سالمين المري
سعيد سالمين المري- مخرج ومؤلف إماراتي، له العديد من الأعمال الفنية، وحصل على العديد من الجوائز والتكريمات، يلقبه البعض بـ"صائد
الجوائز"

## السيرة الذاتية
سعيد سالمين المري، مخرج إماراتي، تخرج في أكاديمية نيويورك للأفلام في أبو ظبي، ليؤسس في العام 2004 مجموعة الرؤية السينمائية. قدم سعيد سالمين عدداً من الأفلام عبر مشواره الفني ولقبه البعض بـ (صائد الجوائز) و«سفير السينما الإماراتية» بسبب كثرة تواجده في مهرجانات سينمائية عالمية. ويعد المري من المخرجين الشباب الذين واكبوا حركة التطور السينمائية في البلاد، وحاول كما أقرانه في هذا المجال، أن يوصل الفيلم الإماراتي الى العالم، كي يشاهده أكبر عدد من محبي السينما.،

## الأعمال الفنية
للمخرج الإمارتي "سعيد سالمين" العديد من الأفلام السينمائية ما بين الطويلة والقصيرة، والتي نذكر منها:
- 2015م- ساير الجنة، فيلم، إخراج وتأليف، حائز على جائزة أفضل فيلم في مسابقة المهر الطويل في الدورة الـ12 من مهرجان دبي السينمائي الدولي.
- 2014م- ثوب الشمس، فيلم، حائز على جائزة لجنة التحكيم الخاصة في مهرجان مسقط السينمائي الدولي.
- 2008م- بنت مريم، فيلم قصير، حاصل على (13) جائزة ضمن مشاركاته في المهرجانات المحلية والدولية.
- 2006م- عرس الدم، فيلم
- 2006م- هبوب
- غيمة أمل
- 2007م- الغبنة،الحائز على جائزة مسابقة أفلام الإمارات، وعرض في دبي.

## أقتباسات سالمين المري
يقول المخرج الإماراتي سالمين المري:
- "أن أفلامي تطرح مواضيع عالمية، ولكن برؤية إماراتية وجو إماراتي، وأنها تركز على المواضيع الإجتماعية وخصوصاً المرأة ولكن بفكر عالمي "ولا أضعها في فكر اجتماعي قد يحصل في الإمارات خصوصاً. وأريد للجميع أن يشاهد أفلامي في أي دولة في العالم، وليس فقط أن ترتبط مواضيع أفلامي بالجمهور الإماراتي."[4]
- " أن السينما الإماراتية نضجت كثيراً، وباتت تشارك في المهرجانات العالمية،" مشدداً على أن "السينما الإماراتية خلال مرحلة قريبة ستتمتع بقاعدة كبيرة، وتحظى بكرسي خاص في المهرجانات العالمية."[4]
- "أن السينما الإماراتية منافسة قوية للأعمال الخليجية والعربية الأخرى، من خلال أفكار مختلفة، ورؤى متفردة، وأساليب إخراجية متميزة بتنقيات عالية، كل هذا أظهر أعمالًا سينمائية نالت صدى كبيرًا داخل الدولة وخارجها، من قبل مخرجين همهم الأكبر السينما الإماراتية، فأعمالهم المختلفة وقضاياهم لامست هموم المجتمع، وساعدت الفيلم الإماراتي على أن يتجه إلى العالمية، ويبرز في السينما".[5]
- "خلال مسيرتي في عالم الإخراج، سعيت جاهداً أن أنفذ أعمالاً سينمائية ترقى بالمستوى وتكون ذات رؤى فنية وموضوعية، وتحقق «التوازن السينمائي» في تقديم أعمال جماهيرية و«أفلام مهرجانات» في آن واحد، بحيث تشارك في مهرجانات سينمائية خليجية وعربية وعالمية، وتحصد الجوائز، وفي الوقت نفسه تحقق النجاح والصدى خلال عرضها في صالات السينما".[6]

## الجوائز
حصد فيلمه القصير (بنت مريم) 13 جائزة ضمن مشاركاته في مهرجانات عربية ودولية، كما تم عرضه في سوق الأفلام بمهرجان كان السينمائي، ومن بين الجوائز التي حصدها هذا العمل نذكر: الجائزة الفضية مهرجان الخليج السينمائي 2008 - جائزة الصقر الفضي مهرجان الفيلم العربي بروتردام 2008- جائزة أفضل فيلم – مهرجان مسينا في إيطاليا 2008 - جائزة البانوش البرونزي بمهرجان الريف السينمائي في مملكة البحرين 2008- جائزة أفضل فيلم عربي بمهرجان الأردن السينمائي الدولي 2008- جائزة لجنة التحكيم الخاصة بمهرجان دبي السينمائي الدولي 2008 - جائزة أفضل مخرج إماراتي عن فيلم (بنت مريم) مهرجان دبي السينمائي الدولي 2008- الجائزة الذهبية في مهرجان الهُربّان السينمائي الدولي - العراق – 2009- الجائزة الكبرى الأولى - مهرجان الفيلم القصير - دار البيضاء 2009- الجائزة الكبرى الأولى لأحسن فيلم روائي قصير حول البيئة بالغرب 2009، كما حصل سالمين على جائزة أفضل مخرج عربي شاب من مجلة «ديجيتال استوديو العالمية» عام 2007.